# Chotkův zámek
Chotkův zámek (srbsky Котеков дворац/Kotekov dvorac) se nachází ve Futogu, Srbsko, na ulici Carice Milice a patří mezi kulturní památky pod státní ochranou.[zdroj?] Od roku 1948 až do současné doby v budově sídlí Střední zemědělská škola „Dr. Siniša Stanković“.[zdroj?]

## Historie
Zámek nechal postavit v roce 1777 hrabě Andrej Hadik, rakouský generál a prezident Dvorské válečné rady. V prvních desetiletích 19. století získala panství Futog česká šlechtická rodina Chotků, která až do pádu rakousko-uherské monarchie zůstala vlastníkem celého objektu. Zámek příležitostně obýval hrabě Rudolf Chotek (1822–1903), který zde také zemřel. Dalším majitelem byl jeho syn Rudolf II. Chotek. V roce 1922 se stal majitelem hrabě Franz Schönborn a během druhé světové války hrabě Alexander Palavicini, kdy zámek sloužil jako nemocnice. Od roku 1947 až do současnosti zde sídlí zemědělská střední škola.[zdroj?]

## Architektura
Reprezentativní dvoupodlažní budova vznikla na ploše obdélníkového základu. Celý areál zámku se nachází na prostorném pozemku a stojí stranou od hlavní ulice. Byl koncipována podle pravidel baroka, ale později proběhly změny ve stylu klasicismu při rekonstrukci v roce 1805, které se týkaly primárně vnějšího vzhledu. V přední fasádě se nachází vchod s přístupovým schodištěm a nad ním je terasa s bohatě zdobeným plotem z tepaného železa podepřená čtyřmi štíhlými litinovými sloupy. Střecha je masivní, sedlová. Podél bočních fasád jsou přízemní přístavby, z nichž ta na pravé straně sloužila jako rodinná kaple. 
Interiér byl uspořádán okolo hlavní chodby, která vede v ose objektu. Na konci chodby se nachází monumentální schodiště s tepaným železným zábradlím. V patře je umístěna obřadní síň s částečně zachovanou štukovou výzdobou a vyřezávaným dřevěným dekorem. 

Na levé straně vedle západní přístavby se nachází přízemní budova s verandou, dřevěné konstrukce, která má funkci zastřešeného průchodu.  

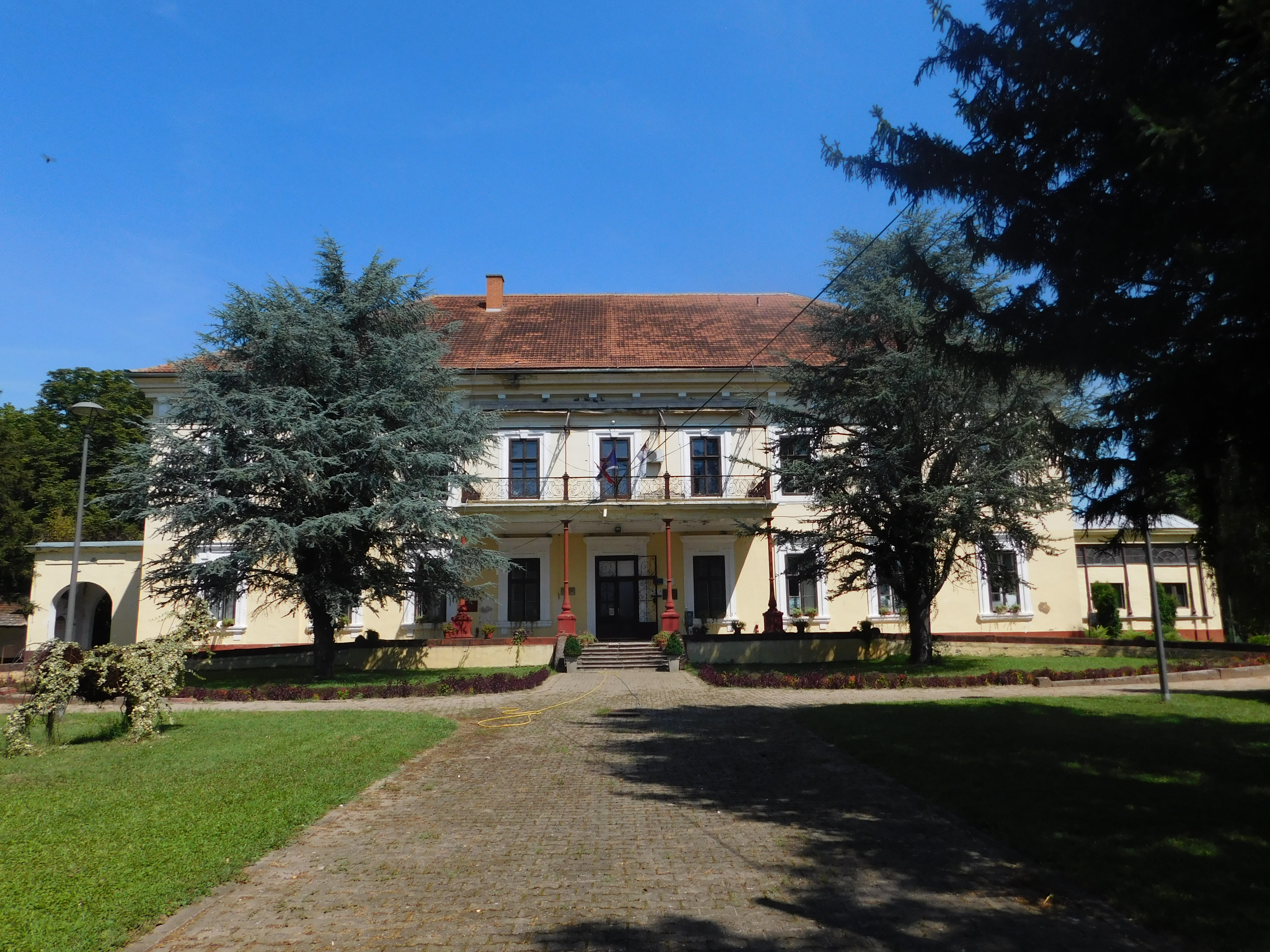
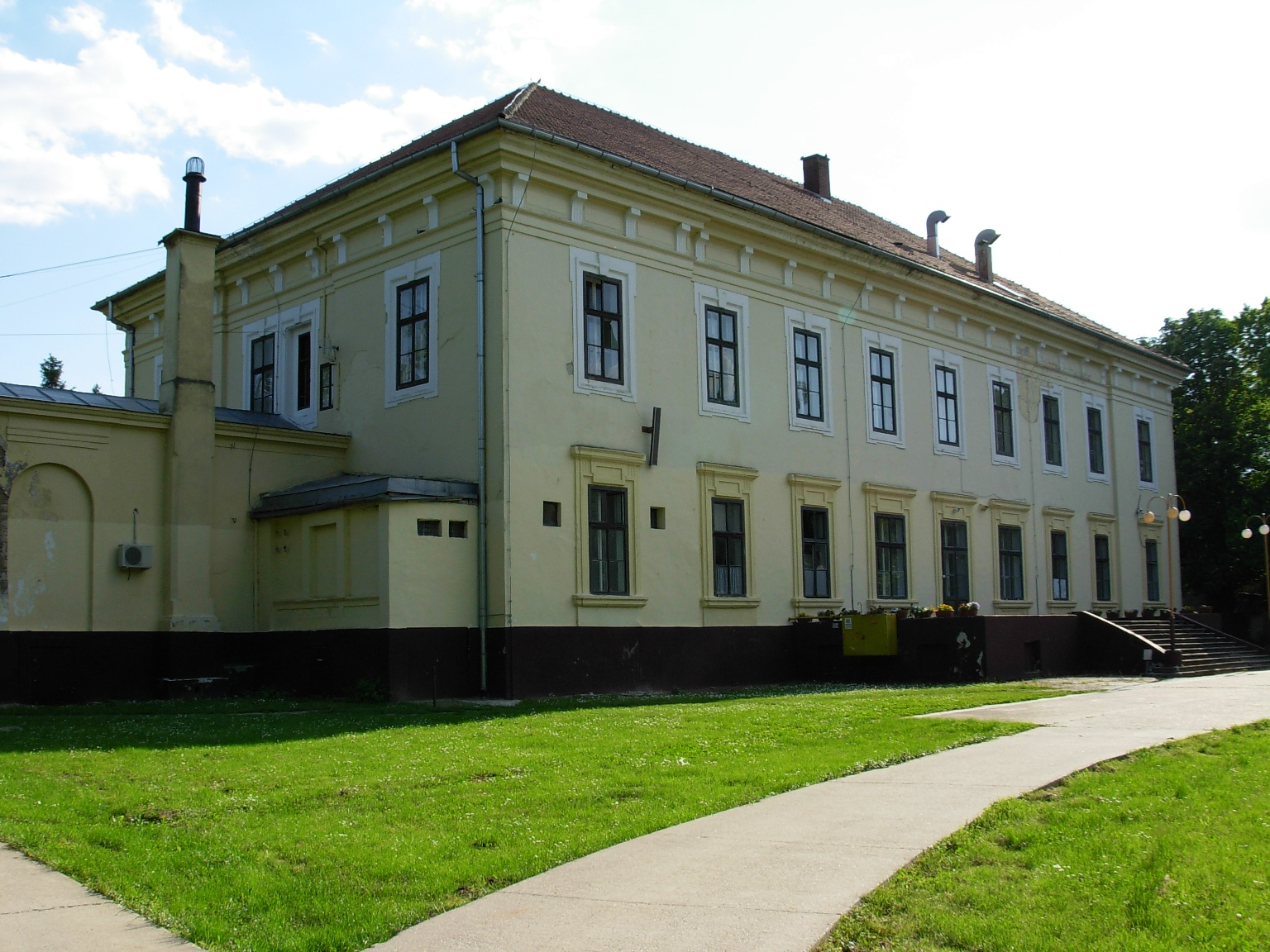
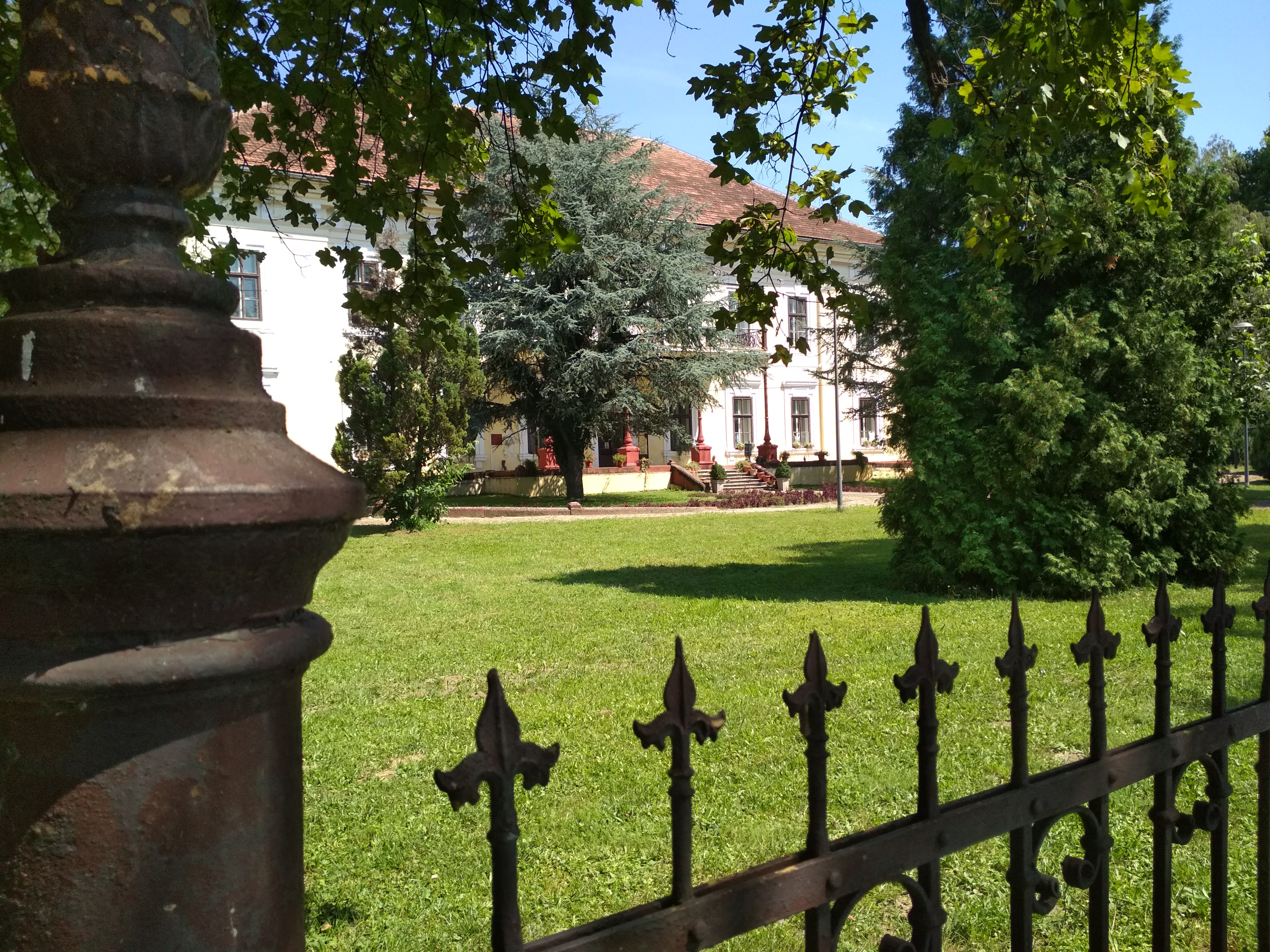
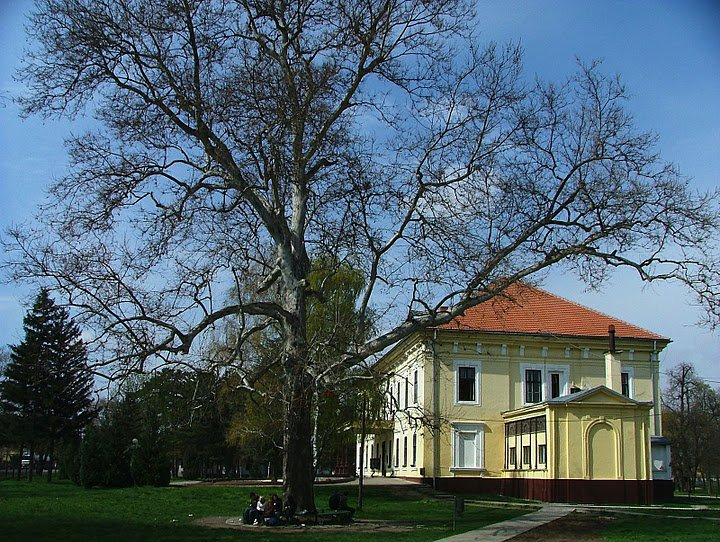
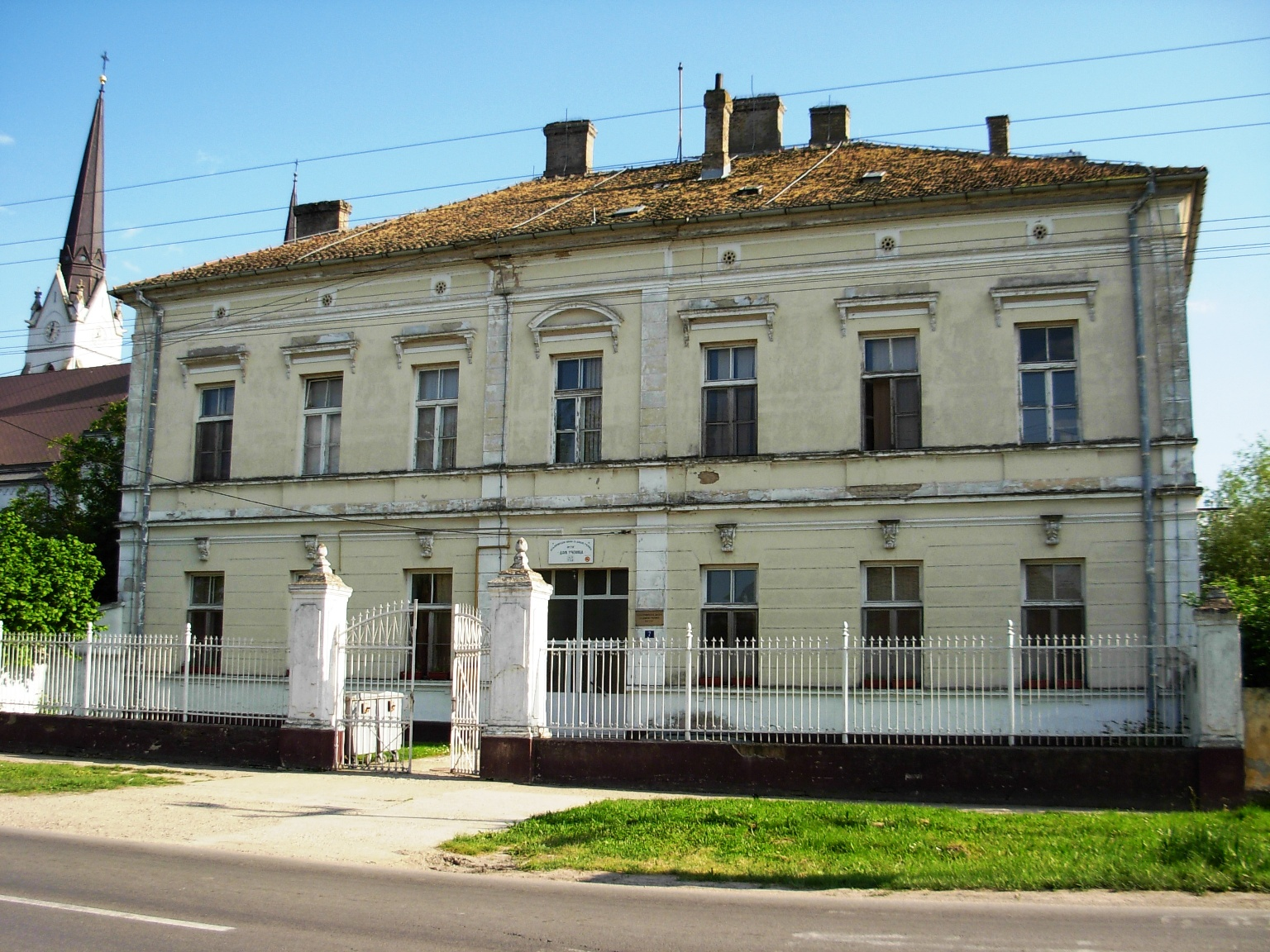